# Noe Holenstein
Noe Holenstein (* 25. März 2004) ist ein Schweizer Fussballspieler. Er spielt aktuell für den FC Schaffhausen.

## Karriere
Holenstein wuchs in Trüllikon auf und begann als Sechsjähriger beim FC Ellikon/Marthalen mit dem Fussballspielen. 2012 wechselte er als Achtjähriger in die Jugendabteilung des FC Winterthur, wo er sämtliche Stufen durchlief.
In der Rückrunde der Saison 2022/23 wurde er ins Kader der ersten Mannschaft berufen. Am 2. Februar 2023 unterzeichnete er einen Vertrag bis 2025 und gab am 15. Februar in einem Heimspiel gegen Servette Genf sein Profidebüt, als er in der 86. Minute für Matteo Di Giusto eingewechselt wurde. Holenstein spielte in dieser Saison noch in 7 weiteren Partien. Am 19. März schoss er Winterthur in einem Heimspiel gegen den FC St. Gallen in der 53. Minute mit einem sehenswerten Treffer zum 1:0-Sieg. Am 10. April stand er in einem Heimspiel gegen den FC Luzern sogar in der Startelf.
Auf die Saison 2023/24 hin verstärkte sich der FC Winterthur im Mittelfeld mit den Verpflichtungen von Basil Stillhart, Randy Schneider, Musa Araz, Alexandre Jankewitz und Luca Zuffi massiv und Holenstein kam zu keinen weiteren Einsätzen in der ersten Mannschaft mehr. In der Hinrunde spielte er für die U21-Mannschaft in der 1. Liga Classic, in der Rückrunde wurde er an den SC Cham ausgeliehen, bei dem er 15 Spiele in der Promotion League absolvierte.
Um weitere Spielpraxis sammeln zu können, wurde er für die Saison 2024/25 an den FC Schaffhausen in der Challenge League ausgeliehen, was am 15. Juli 2024 verlautbart wurde.